# Adenomera kayapo
Adenomera kayapo é uma espécie de rã do gênero Adenomera. É endêmica ao Brasil, mais especificamente aos estados de Mato Grosso e Pará; embora acredita-se que sua distribuição geográfica pode chegar ao estado de Tocantins. Seu epíteto específico foi cunhado em homenagem às comunidades indígenas Mebêngôkre-Kayapó, pois a espécie ocorre na mesma região que esses povos vivem.